# Peter Sand
Peter Sand (født 19. juli 1972 i Aalborg men er opvokset i Hadsund[kilde mangler] med sin bror Ebbe Sand.) er en tidligere dansk fodboldspiller, som senest spillede for AGF.
Han er tvillingebror til den mere kendte fodboldspiller Ebbe Sand. Han har hidtil scoret 11 mål i SAS Superligaen.